# Anna Sewell

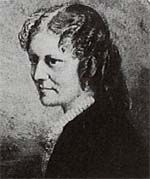
Anna Sewell en 1878.

Anna Sewell (Great Yarmouth, Norfolk; 30 de marzo de 1820 - Old Catton, Norfolk; 25 de abril de 1878) fue una novelista británica, conocida por su novela Azabache (Black Beauty). El libro es uno de los diez novelas infantiles más vendidas en todas las lenguas.

## Biografía
Sewell nació el 30 de marzo de 1820 en Great Yarmouth, Norfolk, en una familia cuáquera muy devota. Su padre fue Isaac Phillip Sewell (1793-1879), y su madre Mary Wright Sewell (1797-1884), una autora de éxito de libros infantiles. Sewell tenía un hermano menor llamado Phillip. Sewell y su hermano fueron educados en casa por su madre debido a la falta de dinero para ir al colegio.
En 1822, el negocio de su padre, una  pequeña tienda, fracasó y consecuentemente la familia se mudó a Dalston, en Londres. Debido a las dificultades económicas, Sewell y su hermano vivieron algunas temporadas en casa de sus abuelos.
En 1832, junto a su familia, Sewell se mudó a Stoke Newington, donde asistió a la escuela por primera vez. Dos años después, Anna se resbaló y se lastimó ambos tobillos. Este incidente provocó que no pudiese caminar sin ayuda de un acompañante o una muleta durante el resto de su vida. 
En 1836, el padre de Sewell encontró un trabajo en Brighton, con la esperanza de que el clima allí ayudara a curarla. Conducía a menudo los carruajes para llevar a su padre, y así aumentó su amor por los equinos y su preocupación por un trato digno hacia ellos. Al mismo tiempo, tanto Sewell como su madre dejaron la Sociedad de Amigos para unirse a la Iglesia de Inglaterra, aunque ambas permanecieron activas en los círculos evangélicos. Su madre expresó su fe religiosa al escribir una serie de libros evangélicos para niños, que Sewell ayudó a editar. Tanto la familia materna como la familia paterna se dedicaban a hacer muchas otras buenas obras. Sewell ayudó a su madre, por ejemplo, a crear un club de hombres trabajadores, y trabajó con ella en campañas de moderación del consumo de bebidas alcohólicas y abolición de la esclavitud.
En 1845, se mudó a Lancing y su salud comenzó a deteriorarse. Viajó por Europa el año siguiente en busca de nuevos tratamientos. A su regreso, se mudó otra vez a Wick en 1858 y también a Bath en 1864.
En diciembre de 1866, la cuñada de Anna murió. Su hermano se quedó solo para cuidar a sus siete hijos. Sewell y sus padres decidieron regresar a Norfolk a un pequeño pueblo, Old Catton, para poder ayudarlo a él y a los niños.
Cinco meses después de la  publicación de su obra más famosa, Azabache, Anna Sewell enfermó gravemente. Padecía hepatitis, lo que le provocaba dolores extremos que le impedían realizar cualquier tipo de actividad y que junto con su lesión en los tobillos la dejaron postrada en cama sus últimos meses.
Finalmente la escritora falleció el 25 de abril de 1878. La temprana muerte de Sewell no le impidió ver el incipiente éxito de su novela.
Cinco días después, el 30 de abril, fue enterrada en el cementerio cuáquero en Lammas cerca de Buxton, Norfolk, al este de Inglaterra, no muy lejos de Norwich. 
Su hogar de la infancia en Yarmouth es ahora un museo.

## Obra
Su obra más conocida fue la novela Azabache (Black Beauty).

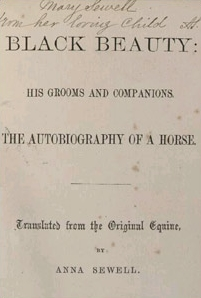
Cubierta de Azabache (1.ª edición).

Entre 1871 y 1877 Sewell escribió el manuscrito de Azabache (titulada en inglés Black Beauty). Durante esta etapa su salud se fue debilitando, lo que la obligaba a permanecer largas temporadas en la cama. Escribir era todo un reto. La obra se la dedicó a su madre, ya que esta fue quien transcribió lo que su hija escribía.  
Hoy en día el texto está considerado como un clásico dentro de la literatura infantil, pero originalmente fue escrito para aquellos que se dedicaban a trabajar con caballos. Sewell dijo que lo que quería conseguir con el libro era transmitir la amabilidad y simpatía hacia los caballos y como se les tiene que cuidar. Por eso el libro se puede interpretar o leer como una guía para la cría de los caballos, la doma de los potros y el mantenimiento de los establos. Sewell, además de transmitir su afecto hacia los caballos, consiguió reducir la crueldad con la que se trataba a estos animales en la época.   
Sewell vendió la obra a una gran editorial en 1877. La obra tuvo un gran éxito, pero solo lo pudo disfrutar durante cinco meses, ya que después falleció.  
La historia está narrada en primera persona por el caballo Azabache. Esta humanización de un animal hizo que la obra tuviese un gran éxito. En ella Azabache cuenta su vida desde que es un potrillo hasta su vejez. En cada capítulo el protagonista se encuentra con distintos problemas que tiene que enfrentar y de los que el lector saca una moraleja.

## Reconocimientos y monumentos

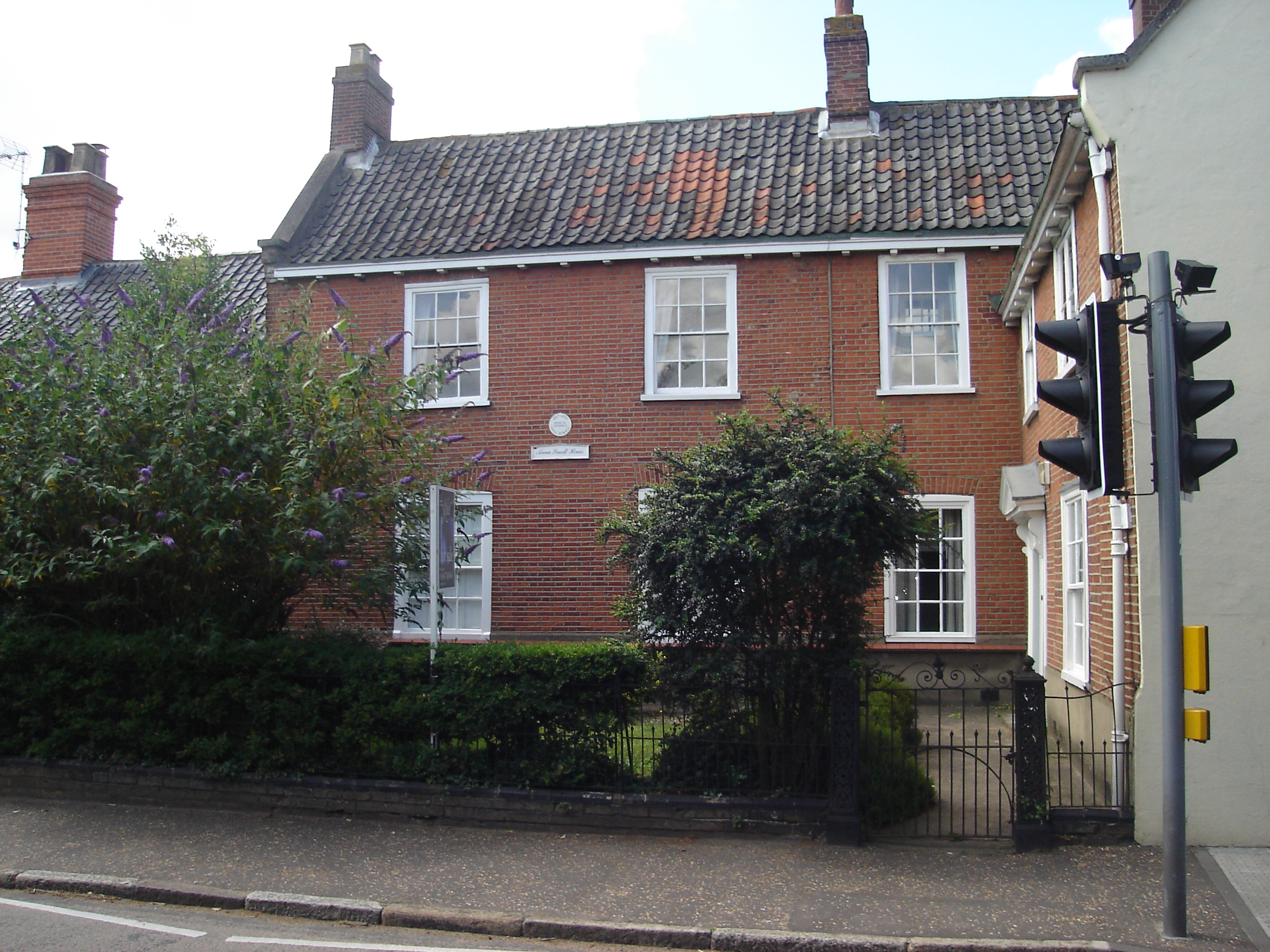
Casa de Anna Sewell en Norfolk, Inglaterra.

El lugar de nacimiento de Sewell en Church Plain, Great Yarmouth (Norfolk, Inglaterra Este), es ahora un museo y una tienda de té. La casa en Old Catton (cerca de Norwich, Norfolk) donde escribió Azabache ahora se conoce como "Anna Sewell House". 
Hay una fuente conmemorativa de Anna Sewell y un abrevadero para caballos en los alrededores de la biblioteca pública en Ansonia, Connecticut, en Estados Unidos. Fue donada por Caroline Phelps Stokes, una filántropa conocida por su trabajo de apoyo al bienestar animal, en 1892. 
Una fuente conmemorativa a Sewell se encuentra en el cruce de Constitution Hill y St. Clement's Hill en Norwich, que también marca la entrada a Sewell Park. La fuente fue colocada en 1917 por la sobrina de Sewell, Ada Sewell. 
El 1 de septiembre de 1984, arrasaron el cementerio de Lammas bajo las órdenes de Wendy Forsey sin previo aviso. Las tumbas, lápidas y cipreses fueron arrancados y arrojados al borde del cementerio. El acto fue condenado por los lugareños y por el presidente del Consejo. Las lápidas de Anna, sus padres y abuelos maternos se colocaron posteriormente en un muro de sílex y ladrillo fuera de la antigua casa de reuniones del cementerio cuáquero de Lammas.